# Rudá hvězda

Rudá hvězda

Rudá pěticípá hvězda je symbolem komunismu a obecně socialismu. Nejčastěji symbolizuje pět prstů ruky dělníka, nebo pět kontinentů. Rudá barva reprezentuje krev prolitou v boji a také to, že všichni lidé mají stejnou barvu krve bez ohledu na rasu, pohlaví či společenské postavení.
Kromě komunismu má rudá hvězda i jiné symbolické významy.

## Historie
Rudá hvězda je symbolem samotné revoluce již od 18. století, kdy byla použita během Velké francouzské revoluce.
K jejímu významnějšímu použití došlo poprvé během ruské občanské války. Byla použita k odlišení vojáků moskevské posádky od ruských vojáků přicházejících z německé a rakouské fronty v závěru první světové války.

## Použití

Vlajka Sovětského svazu

Rudá hvězda se nacházela ve státních znacích a na vlajkách zaniklých zemí jako Sovětský svaz a Jugoslávie a v současnosti se stále nachází ve státním znaku i na státní vlajce Korejské lidově demokratické republiky.
Kromě toho se nachází i na vlajkách a státních znacích některých států (vlajka Džibutska a Zimbabwe a znak Mosambiku), které nejsou socialistické.

Logo RAF

Nachází se také ve znacích organizací Frakce Rudé armády a Zapatova armáda národního osvobození (EZLN). Symbol je často používán hudební skupinou Rage Against the Machine, kvůli jejich sympatiím k EZLN.
V roce 1930 byl v Sovětském svazu zaveden Řád Rudé hvězdy jako ocenění osobností Rudé armády, sovětského námořnictva, pohraničních a vnitřních vojsk, pracovníků orgánů Výboru státní bezpečnosti SSSR a udělován byl také vojenským jednotkám, vojenským lodím, sjednocení, podnikům, institucím, organizacím za významné zásluhy ve věci obrany SSSR.
Červená hvězda je tradičním symbolem výrobce piva Heineken. Nemá však nic společného s rudou hvězdou jako symbolem komunismu.
Rudá hvězda se nachází také na čele známé komiksové hrdinky Oktobriany.

## Legalita
Po rozpadu východního bloku nastaly v některých zemích snahy o zákaz používání komunistické symboliky, tedy nejen rudé hvězdy, ale i srpu a kladiva. Některé státy však mají i v současnosti rudou hvězdu a srp a kladivo ve státním znaku.
V roce 2006 byl v českém parlamentu podán návrh na zákaz používání rudé hvězdy, který poslanci zamítli. Naproti tomu v Polsku a Maďarsku poslanci takové zákony přijali již v polovině devadesátých let 20. století. Podobný návrh zákona byl v českém parlamentu opět podán v roce 2007.

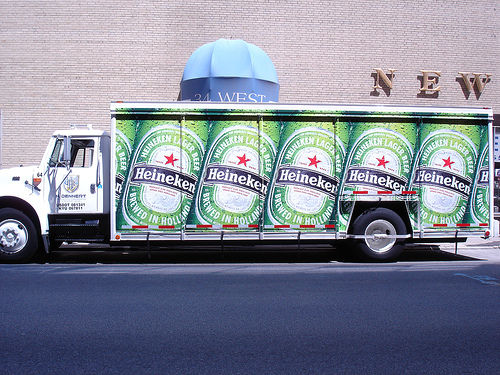
Červená hvězda v logu piva Heineken

V roce 2005 zažalovalo v Maďarsku burzovní sdružení hájící zájmy malých akcionářů pivovar Heineken za používání rudé hvězdy ve svém znaku. Nižší obvodní soudy žalobu zamítly s odůvodněním, že hvězda v logu pivovaru nemá nic společného s komunistickou ideologií.

## Galerie

Rudá hvězda
Logo EZLN
Vlajka Jugoslávie
Vlajka KLDR
Vlajka SSSR
Státní znak Jugoslávie
Státní znak SSSR
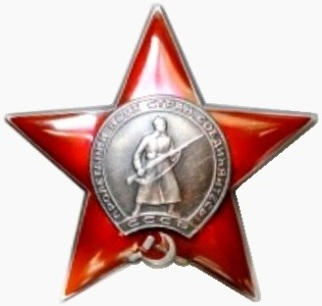
Řád Rudé hvězdy